# Novi Štitnjak
Novi Štitnjak is een plaats in de gemeente Požega in de Kroatische provincie Požega-Slavonië. De plaats telt 112 inwoners (2001).